# Blomskogs kyrka
Blomskogs kyrka är en kyrkobyggnad som tillhör Blomskogs församling i Karlstads stift. Kyrkan ligger i Blomskogs socken omkring två mil söder om Årjäng.

## Kyrkobyggnaden

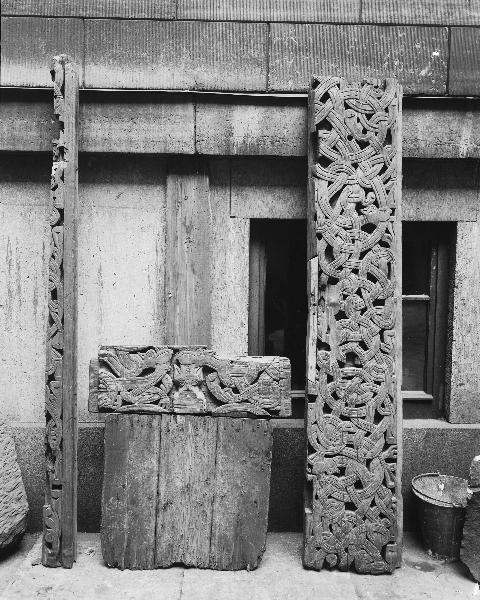
De bevarade delarna av en portal från den försvunna stavkyrkan.

Tidigt under medeltiden, under 1100-talet, uppfördes en stavkyrka av trä i Blomskog. Den slutsatsen kom Emil Eckhoff till sedan han 1902 funnit en kantribba och en planka, båda utsmyckade med djurornamentik, och antikvitetsintendent Nils Gabriel Djurklou 1867 funnit ett portalöverstycke likaledes utsmyckat. 
Under 1600-talet ersattes stavkyrkan av en ny träkyrka, vilken i omgångar fick tillbyggnationer, som en sakristia i norr som tillkom 1695 och ett kyrktorn som uppfördes i väster sex år senare. Två korsarmar tillkom under mitten av 1700-talet, en i söder 1746 och en i norr 1765. Kyrkan var brädfodrad och vitmålad utvändigt med valmat spåntak sedan åtminstone 1800-talet. I mars 1923 brann kyrkan ned. 
Våren 1924 restes en tillfällig klockstapel vid prästgården, samtidigt som sockenstugan och senare församlingshemmet användes för gudstjänster.
Den nuvarande kyrkan började uppföras under sommaren 1928 på andra sidan järnvägen mot var de äldre kyrkorna låg och den 24 november året därpå invigdes kyrkan av biskop Johan Alfred Eklund. Ritningarna var gjorda av arkitekt Bror Almquist. Kyrkan har en stomme av tegel och består av rektangulärt långhus med tresidigt smalare kor i öster och torn i väster. Norr om koret finns en vidbyggd sakristia.

## Inventarier
- En åttakantig dopfunt av trä med lock finns vid långhusets sydöstra gavel.
- En dopfunt av täljsten är från 1200-talet.
- Altarskåpet är en triptyk med målningar av professor Olle Hjortzberg. Mittpartiets motiv är "Kristi förklaring". Sidopartierna har bilder på Mose och Elia.
- I långhusets nordöstra gavel finns en inbyggd femsidig predikstol.

## Orgel
- 1869 byggdes en orgel av J P Mossberg i Blomskog. Den hade 6 stämmor och förstördes i kyrkobranden.
- 1929 byggdes en pneumatisk orgel av Nordfors & Co. Den har fria och fasta kombinationer samt automatisk pedalväxling.

| Manual I            | Manual II           | Pedal          | Koppel   |
| Borduna 16’         | Bassetthorn 8’      | Subbas 16’     | I/P 8'   |
| Principal 8’        | Salicional 8’       | Violoncelle 8’ | II/P 8'  |
| Flûte harmonique 8’ | Violin 8’           |                | II/I 16' |
| Dolce 8’            | Voix celeste 8’     |                | II/I 8'  |
| Gamba 8’            | Flûte octaviante 4' |                | I 4'     |
| Oktava 4’           |                     |                | II 16'   |
| Trumpet 8'          |                     |                |          |
|                     |                     |                |          |

### Webbkällor
- Kyrkor i Karlstads stift Del II, Utgiven av Värmlands Museum och Karlstads stift, 2008, ISBN 91-85224-72-3
- anläggningspresentation
- byggnadspresentation
- Silbodals pastorat